# 園部インターチェンジ (佐賀県)
園部インターチェンジ（そのべインターチェンジ）は、佐賀県三養基郡基山町大字園部にある鳥栖筑紫野道路のインターチェンジである。

## 案内板
- 園部出口

## 道路
- 鳥栖筑紫野道路

## 接続する道路
- 佐賀県道・福岡県道137号基山平等寺筑紫野線

## 周辺
- 町営野球場
- 大興善寺（大つつじ園）

## 隣
鳥栖筑紫野道路
正応寺IC - 園部IC - 宮浦IC